# Metodo del consenso
Il metodo del consenso, o processo decisionale consensuale, è un processo decisionale di gruppo, che ha come obiettivo quello di pervenire a una decisione consensuale, cioè che non sia solo l'espressione dell'accordo tra la maggioranza dei partecipanti, ma che integri nella decisione anche le obiezioni della minoranza. Il consenso è di solito definito sia l'accordo generalizzato su una decisione, sia il processo per arrivare a tale accordo. Il metodo del consenso è il processo per pervenire al consenso.

## Diffusione
Sebbene non sia di uso comune rispetto ad altri processi decisionali, come, ad esempio, quello basato sulla maggioranza in uso nelle assemblee legislative parlamentari, il metodo del consenso è utilizzato da una grande varietà di gruppi nel mondo. Usano o hanno usato il metodo del consenso, confessioni religiose come i Quaccheri o il Consiglio ecumenico delle Chiese, organismi economici come i polder olandesi, entità storiche come la Lega anseatica, organizzazioni anarchiche come Food Not Bombs e vari Infoshops, molte organizzazioni non governative, fra cui Wikipedia, e persino intere nazioni come la Nazione Irochese dei nativi americani. Generalmente delibera per "consensus" anche il Consiglio europeo, salvo nei casi espressamente previsti dai trattati europei in cui si procede con una diversa modalità di voto (art.15, par. 4, TFUE).

## Che cosa è
La parola 'consenso' deriva dal latino consensus, che è l'unione delle due parole cum e sentire. Quindi, etimologicamente, consenso vuol dire "sentire insieme".
Il processo decisionale consensuale è fondato su:
- Inclusione: Quanti più possibili stakeholders dovrebbero essere coinvolti nel processo decisionale.

- Partecipazione: Il metodo del consenso dovrebbe sollecitare attivamente il contributo e la partecipazione di tutti i decisori.

- Cooperazione: I partecipanti a un efficace processo decisionale consensuale si adoperano per raggiungere la miglior decisione possibile per il gruppo e tutti i suoi membri, piuttosto che scegliere di aderire a un'opinione di maggioranza, potenzialmente a discapito di una di minoranza.

- Egualitarismo: A tutti i membri di un gruppo decisionale basato sul metodo del consenso, dovrebbe essere garantito, per quanto possibile, la parità di input nel processo. Tutti i membri dovrebbero avere la possibilità di fare proposte, modificarle o opporre veto.

- Orientamento alla soluzione: Un gruppo decisionale basato sul metodo del consenso si sforza di porre attenzione più alle affinità che alle differenze e lavora per raggiungere decisioni efficaci, utilizzando il compromesso e altre tecniche, che evitino di arrivare a posizioni all'interno del gruppo che si escludano a vicenda.

## È un'alternativa a un processo decisionale a maggioranza
I fautori del metodo del consenso, per diversi motivi, vedono come indesiderabili i processi che utilizzano la regola della maggioranza.
La decisione a maggioranza è considerata essere un metodo competitivo piuttosto che cooperativo, che incasella il processo decisionale in una dicotomia "vinci/perdi" e ignora la possibilità del compromesso o di altre soluzioni reciprocamente vantaggiose.
Al contrario, gli oppositori di questo metodo sostengono che la regola della maggioranza porta a una migliore prassi di deliberazione rispetto a quelle alternative, perché richiede a ogni membro del gruppo di proporre argomentazioni che facciano appello ad almeno la metà dei partecipanti e quindi incoraggia la creazione di coalizioni.
La regola della maggioranza è spesso percepita come alienante e come una sottrazione di potere, perché sottopone coattivamente una minoranza ad aderire alla posizione di una maggioranza. I fautori del consenso spesso sostengono che questa "tirannia della maggioranza" aggrava il problema della partigianeria e può ridurre la coesione del gruppo e l'efficacia delle decisioni. 
Tuttavia, gli oppositori fanno notare che è proprio la regola della maggioranza a impedire la "tirannia della maggioranza", perché massimizza il potenziale di una minoranza di formare una coalizione che può rovesciare un'insoddisfacente decisione, se diventa a sua volta maggioranza.
Infine, i sostenitori del metodo del consenso spesso affermano che la decisione a maggioranza riduce l'impegno di ogni singolo decisore all'interno del processo decisionale. Coloro che aderiscono a una posizione di minoranza possono sentirsi meno impegnati a partecipare all'elaborazione di una decisione e sentirsi deresponsabilizzati riguardo alla decisione presa dalla maggioranza. Il risultato di questo impegno ridotto, secondo molti fautori del metodo del consenso, predispone potenzialmente la minoranza a non difendere o ad agire in favore della decisione presa dal gruppo.

## Come funziona

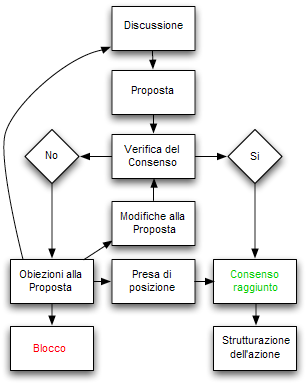
Diagramma di un processo di decisione consensuale.

Poiché il processo decisionale consensuale non è così formalizzato come gli altri, le modalità pratiche di attuazione variano da gruppo a gruppo. Tuttavia, vi è un insieme di procedure che è comune alla maggior parte delle implementazioni di questo metodo decisionale.
Una volta che un ordine del giorno per la discussione è stato fissato e, facoltativamente, le regole per la riunione sono state concordate, viene a sua volta posto in discussione ogni punto dell'ordine del giorno. In genere, ogni decisione derivante dalla discussione di un punto all'ordine del giorno, segue questo semplice processo:
- Discussione del tema: il tema è discusso con l'obiettivo di individuare i pareri e le informazioni sul tema. La direzione generale del gruppo e potenziali proposte d'azione sono spesso identificate nel corso della discussione.

- Formazione di una proposta: sulla base della discussione, viene elaborata in modo formale una proposta di soluzione del problema presentato al gruppo.

- Verifica del consenso: il facilitatore del gruppo decisionale chiede il consenso sulla proposta. Ogni membro del gruppo di solito deve attivamente mostrare il suo accordo con la proposta, spesso utilizzando uno specifico gesto della mano o sollevando una carta colorata, per evitare che il gruppo interpreti il silenzio o l'inazione come segno di accordo.

- Identificazione e definizione delle obiezioni: se il consenso non è raggiunto, ciascun dissenziente presenta la propria obiezione alla proposta, che potenzialmente può far partire un altro ciclo di discussione per affrontare e chiarire l'obiezione.

- Modifica della proposta: la proposta è modificata, riformulata o riscritta, nel tentativo di affrontare le obiezioni dei decisori. Il processo poi ritorna alla verifica del consenso e il ciclo si ripete fino a quando una decisione soddisfacente viene presa.

## Un esempio
1. Si definisce il problema, o la decisione da adottare, e gli si dà un nome preciso. Questo passo preliminare aiuta a separare il problema da affrontare dalle questioni personali.
2. Si pongono in campo tutte le possibili soluzioni (brainstorming) per risolvere il problema o rispondere alla domanda. Si scrivono su carta tutte le soluzioni, anche quelle apparentemente più folli.
3. Ci si riserva un momento nel processo per affrontare le altre questioni connesse e per chiarire la situazione.
4. Si discutono e si dibattono le proposte scritte. Le si modificano, le si raggruppano, se ne si fa un elenco, quanto più breve possibile. Quali sono quelle preferite dal gruppo?
5. Tutti i proponenti spiegano le loro proposte e le differenze tra le loro e quelle degli altri in modo che tutti possano capire. Per correttezza, si può dare parità di tempo sia a chi è a favore che a chi è contro la proposta in discussione.
6. Si discutono i pro e i contro di ogni proposta. Per fare in modo che tutti possano esprimersi al meglio, si adottano diversi metodi di discussione (tavola rotonda, piccoli gruppi, ...).
7. Se c'è un'opposizione fondamentale, si ricomincia dal punto 6 o dal punto 4.
8. Se non vi è un'opposizione fondamentale, si fa una relazione sulla decisione da adottare e si vede se ci può essere un accordo.
9. Se necessario, si riconoscono le obiezioni minori e si fanno piccoli emendamenti.
10. Si discute la proposta definitiva e si verifica il consenso.

## I ruoli
In un processo decisionale consensuale spesso vi sono alcune persone che ricoprono dei ruoli, il cui scopo è di rendere più efficace il processo. Anche se il nome e la natura di questi ruoli varia da gruppo a gruppo, i più comuni sono il Facilitatore, il Timekeeper, l'Osservatore Empatico e il Segretario. Non tutti i gruppi decisionali utilizzano tutti questi ruoli, anche se la posizione di facilitatore è quasi sempre presente, e alcuni gruppi usano ruoli supplementari come l'"Avvocato del diavolo" o il Greeter. Alcuni gruppi decisionali scelgono di far ruotare questi ruoli attraverso tutti i membri del gruppo, al fine di far maturare esperienza e competenze dei partecipanti, ed evitare qualsiasi percezione di concentrazione del potere.
I ruoli comuni in un processo decisionale consensuale sono:
- Facilitatore: come suggerisce il nome, il ruolo del facilitatore è di contribuire a rendere più facile un processo di decisione consensuale. I facilitatori sono delle figure "neutre" rispetto alle posizioni presenti nel gruppo, che hanno la responsabilità di far rispettare che tutti i punti all'ordine del giorno vengano discussi nei tempi stabiliti in precedenza, di garantire che tutti i membri del gruppo aderiscano alle dinamiche del metodo del consenso convenute di comune accordo in precedenza e, se necessario, di suggerire discussioni alternative o addizionali oppure tecniche di decisione come, ad esempio, i tentativi di conciliazione (go-arounds), i gruppi di approfondimento (break-out groups) e i giochi di ruolo. Molti gruppi decisionali usano due co-facilitatori. La condivisione del ruolo di facilitatore è spesso adottata per diffondere la percezione dell'importanza di questo ruolo e per creare un sistema in cui il ruolo di co-facilitatore può essere ceduto se la persona che ricopre il ruolo diventa personalmente impegnata in un dibattito, perdendo la sua neutralità. Il ruolo del facilitatore è presente anche in un altro processo chiamato Open Space Technology.

- Timekeeper: lo scopo del timekeeper è quello di garantire che il gruppo decisionale si attenga ai tempi stabiliti per discutere l'ordine del giorno. I timekeepers efficaci usano una varietà di tecniche al fine di garantire che la riunione si svolga nei tempi prestabiliti, tra cui: dare frequenti aggiornamenti dei tempi, dare un ampio avvertimento sul rischio di sforamento del tempo di intervento al singolo partecipante, e avvertimenti ai singoli oratori di non prendere una quantità eccessiva di tempo nei propri interventi.

- Osservatore Empatico: L'osservatore empatico, o "vibe watch" come tale ruolo è a volte chiamato, è incaricato di monitorare il "clima emotivo" della riunione, osservando nei partecipanti il linguaggio del corpo e altri tipi di comunicazione non-verbale. Il suo obiettivo è di disinnescare potenziali conflitti emotivi, di mantenere un clima libero da intimidazioni e di contrastare le dinamiche di potere potenzialmente distruttive che possono generarsi nel gruppo.

- Segretario: Il ruolo del segretario è di prendere nota per documentare le decisioni, le discussioni e la strutturazione dell'azione decisa dal gruppo decisionale. A differenza di altre forme di processo decisionale, le note del segretario spesso documentano con accuratezza le posizioni dissenzienti.

## Il consenso non unanime
I sani processi decisionali basati sul consenso di solito sono i primi a incoraggiare il dissenso, massimizzando la possibilità di accogliere nel processo di decisione, le opinioni di tutte le minoranze. L'unanimità può essere difficile da raggiungere, soprattutto in grandi gruppi, oppure essere il risultato di coercizione, paura e indebito potere di persuasione o di eloquenza, incapacità di comprendere le alternative o pura e semplice impazienza a seguire di processo di discussione. Per questi motivi, i gruppi che usano il metodo del consenso, possono utilizzare un valore di riferimento alternativo per valutare il consenso. Questi comprendono i seguenti:
- L'unanimità meno uno (o U-1), impone a tutti i delegati meno uno, di sostenere la decisione. Il singolo dissenziente non può bloccare la decisione, sebbene potrebbe essere in grado di prolungare la discussione (ad esempio tramite l'ostruzionismo). Il dissenziente può avere il ruolo di monitorare le implicazioni della decisione, e il suo parere circa l'esito della decisione può essere sollecitato dopo un certo periodo.

- L'unanimità meno due (o U-2), non consente a due delegati di bloccare una decisione e tende a terminare più rapidamente il dibattito se vi è un solo dissenziente. Coppie di dissenzienti possono presentare punti di vista alternativi a ciò che ritengono esserci di sbagliato nella decisione in esame. Le coppie di delegati possono essere abilitate a trovare il terreno comune che permetta loro di convincere un terzo delegato, per poter bloccare la decisione. Se la coppia non è in grado di convincere un terzo a unirsi a loro, in genere entro un dato tempo, le loro argomentazioni sono ritenute poco convincenti.

- L'unanimità meno tre, (o U-3), e altri sistemi di questo tipo riconoscono la possibilità a quattro o più delegati di bloccare una decisione. La U-3 e altri minori gradi di unanimità di solito sono aggregati con misure statistiche di accordo, come, ad esempio, l'80% o due terzi. Tali misure di solito non rientrano nella definizione di consenso.

- Il consenso approssimativo è un processo senza alcuna regola specifica basato sul "quanto basta è abbastanza". La questione del consenso è lasciato alla discrezione del presidente del gruppo (un esempio è il metodo usato dal gruppo di lavoro dello IETF). Anche se questo metodo rende più difficile a un piccolo numero di dissenzienti di bloccare una decisione, la maggiore responsabilità è nelle mani del coordinatore, e può portare a conflitti sul fatto se il consenso approssimativo è stato correttamente computato.

## Il dissenso
Sebbene il processo decisionale consensuale dovrebbe, idealmente, individuare e affrontare immediatamente le obiezioni e le riserve, le proposte non sempre raccolgono il consenso pieno da parte del gruppo di decisione. Quando viene fatta una richiesta di consenso su una mozione, un delegato può esprimere il suo dissenso con tre opzioni diverse:
- Riserva: I membri del gruppo che sono disposti a lasciar passare una mozione, ma desiderano mostrare la loro parziale contrarietà, dichiarano di accettare la proposta "con riserva". Se vi sono notevoli riserve in merito a una proposta, il gruppo può decidere di modificare o riformulare la proposta.

- Astensione: L'astensione (stand aside, farsi da parte) può essere dichiarata da un membro del gruppo che ha un "grave disaccordo personale" rispetto alla proposta, ma che è disposto a lasciar passare la mozione. Sebbene l'astensione non blocchi una mozione, è spesso considerata come un forte voto di "no" e la presenza di obiezioni da parte di membri astenuti di solito porta alla modifica della proposta. L'astensione può essere dichiarata anche da un membro che si sente incapace di comprendere in modo adeguato o partecipare all'attuazione della proposta.

- Veto: Ogni membro del gruppo può "bloccare" una proposta. Nella maggior parte dei modelli, un unico veto (blocco) è sufficiente a fermare una proposta, anche se alcune misure di consenso possono richiedere più di un veto (vedi sezione precedente, "Il consenso non unanime"). Il veto è generalmente considerato una misura estrema, usata solo quando un membro sente che una proposta è "un pericolo per l'organizzazione o per i suoi partecipanti, oppure è una violazione della mission della organizzazione" (obiezione di principio). In alcuni modelli di metodo del consenso, un membro del gruppo che si oppone a una proposta deve operare con i suoi fautori per trovare una soluzione alternativa che funzioni per tutti.

## La manipolazione del consenso
Anche con il metodo del consenso, a parere di molti, si hanno gli stessi rischi che si hanno nel metodo democratico, in particolare che si manipoli il consenso. Tipico è il formarsi un consenso di blocco su un tema sentito comune, ma a volte strumentalizzato. La società statunitense nel secondo dopoguerra si compattò intorno al pericolo comunista e ne nacque il maccartismo.
La tipica struttura è infatti prendere un pericolo sentito diffusamente come reale ed enfatizzarlo al punto di considerare chi non ne accetta gli eccessi come  fuori del gruppo.